# Helenius Acron
Helenius Acron war ein römischer Grammatiker und Kommentator. Er lebte wahrscheinlich im späteren 2. Jahrhundert, zur Zeit Mark Aurels, sicher vor dem Horazerklärer Pomponius Porphyrio.
Acron verfasste Kommentare zu Horaz sowie zu Stücken von Terenz. Mit Sicherheit hat er über die Komödie Adelphoe des Terenz gearbeitet, wahrscheinlich auch über den Eunuchus. Zweifelhaft ist, ob er auch einen Kommentar zu Persius verfasst hat.
Überliefert sind Acrons Werke nur mittelbar durch Charisius, der sich seinerseits auf Iulius Romanus bezieht.
Früher wurden Helenius Acron diverse Scholien zu Horaz zugeschrieben (Pseudo-Acron), doch ist sein Name nur in jüngeren Handschriften ab dem 15. Jahrhundert zu finden. Dennoch können Teile dieser Scholien tatsächlich auf Acron zurückgehen.

## Textausgaben
- Otto Keller (Hrsg.): Scholia in Horatium vetustiora: Pseudacro. Zwei Bände. Teubner, Leipzig 1902–1904 (Digitalisate Band 1, Band 2).
  - auch in: Bibliotheca Teubneriana Latina (BTL) 3. Herausgeber: Centre Traditio Litterarum Occidentalium Turnhout. Saur, München 2004, ISBN 3-598-40834-X.